# Anime Nation
Die Anime Nation ist eine deutschsprachige CD-Kompilation, auf der Lieder aus Anime-Serien und -Filmen im japanischen Original veröffentlicht werden. Sie war die erste ihrer Art, später entstandene deutsche Kompilationen mit japanischen Liedern sind die von der Zeitschrift AnimaniA unterstützte, nach zwei Ausgaben eingestellte Animission sowie JPop Manga.
Die erste Anime Nation erschien am 23. Juni 2003. Die CDs werden von AnimeRecords veröffentlicht, das zunächst zu Nero Entertainment gehörte. Als 2004 die vierte Ausgabe erschien, war das Label zu Sony BMG gewechselt. Bis auf die dritte Ausgabe enthielt die Kompilation immer zwei CDs. Bei Ausgabe 5 und 6 sind neben Liedern auch japanische Musikvideos enthalten. Am 31. März 2006 erschien die sechste und letzte Ausgabe. Nach längerer Pause wird die Reihe seit März 2010 als New Anime Nation als Download bei AnimeRecords fortgesetzt und erreichte damit bisher insgesamt 15 Ausgaben.
Einige der Kompilationen stehen unter einem Thema. So Ausgabe 2 mit dem Motto Special Shojo Power, es erschienen hauptsächlich Lieder von weiblichen Interpreten. Außerdem gab es Special Features zu Para Para und Two-Mix. Ausgabe 6 enthält anlässlich der Fußball-Weltmeisterschaft 2006 viele Lieder aus Fußball-Anime und war entsprechend gestaltet.